# Dendrophryniscus
Genre
Dendrophryniscus est un genre d'amphibiens de la famille des Bufonidae.

## Répartition
Les dix espèces de ce genre sont endémiques de la forêt atlantique au Brésil. 

## Liste d'espèces
Selon Amphibian Species of the World (16 avril 2013) :
- Dendrophryniscus berthalutzae Izecksohn, 1994
- Dendrophryniscus brevipollicatus Jiménez de la Espada, 1870
- Dendrophryniscus carvalhoi Izecksohn, 1994
- Dendrophryniscus krausae Cruz & Fusinatto, 2008
- Dendrophryniscus leucomystax Izecksohn, 1968
- Dendrophryniscus oreites Recoder, Teixeira, Cassimiro, Camacho & Rodrigues, 2010
- Dendrophryniscus organensis Carvalho-e-Silva, Mongin, Izecksohn & Carvalho-e-Silva, 2010
- Dendrophryniscus proboscideus (Boulenger, 1882)
- Dendrophryniscus skuki Caramaschi, 2012
- Dendrophryniscus stawiarskyi Izecksohn, 1994

## Publication originale
- Jiménez de la Espada, 1870 : Faunae neotropicalis species quaedam nondum cognitae. Jornal de sciencias mathematicas, physicas e naturaes, Academia Real das Sciencas de Lisboa, vol. 3, p. 57-65 (texte intégral).